# Samira Khalil
Samira Khalil (en arabe : سميرة الخليل) est une militante des droits humains et dissidente syrienne, ancienne détenue politique et militante de la révolution, originaire de la région de Homs en Syrie. Elle est mariée à l'écrivain Yassin al-Haj Saleh. Samira Khalil est portée disparue depuis son enlèvement, à Douma, le 9 décembre 2013. 

## Détention
Samira al-Khalil, milite pour la de liberté et la justice, inexistantes en Syrie sous Hafez puis Bachar el-Assad. Elles Khalil est arrêtée et détenue pour son militantisme politique, au sein de la ligue de l’action communiste, pendant quatre ans de 1987 à 1991 pour son opposition au régime de Hafez el-Assad en Syrie. Selon Nadia Aissaoui, elle est effectivement l'une des rares opposantes à oser afficher ouvertement son opposition au régime. Amnesty international la considère comme détenue d'opinion. Son mari a également été longuement détenu par le régime syrien, ce qui leur confère, à eux deux, vingt ans d'expérience de détention

## Travaux sur les droits humains
Après son emprisonnement dans les années, Samira Khalil exploite une maison d'édition avant de se concentrer sur le travail avec les familles de détenus et d'écrire sur la détention en Syrie.  
Pendant le soulèvement révolutionnaire de 2011 puis le début de la guerre civiles, et jusqu'à son enlèvement en 2013, elle effectue un travail de documentation en consignant quotidiennement les « Mémoires d'un siège » pour raconter le vécu dans la Ghouta et travaillant pour le Centre de documentation des violations en Syrie (ou VDC). Elle travaille également pour aider les femmes de Douma à subvenir à leurs besoins en lançant de petits projets générateurs de revenus et est restée à Douma, alors aux mains de l'opposition et assiégée par le régime, pour créer deux centres pour femmes. Elle rejoint, avec sa collègue Razan Zeitouneh, dès le début, les activités de l'organisation « Women now for Development » créée par Samar Yazbek.  
Samira et son mari Yassin al-Haj Saleh font l'objet du documentaire Baladna Alraheeb (Our Terrible Country), qui documente la période de leur vie avant l'enlèvement.  

## Disparition forcée
Samira Khalil est actuellement portée disparue après avoir été enlevée à Douma le 9 décembre 2013, avec ses 3 collègues du VDC, également militants des droits humains Razan Zaitouneh, Wael Hamada et Nazem Hammadi. Ceux que l'on surnomme « les 4 de Douma » ont vraisemblablement été enlevés en raison de leurs activités humanitaires et de défense des droits humains, qui leur avait valu des menaces de différentes parts. La disparition forcée est, le plus probablement, le fait d'un groupe armé salafiste, Jaich al-Islam, ou, peut-être celui du régime syrien.  
Samira Khalil reçoit le prix Petra Kelly de la Fondation Heinrich Böll en 2014, avec ses 3 collègues, pour leur travail au Centre de documentation des violations en Syrie. 

## Publication
- Journal d'une assiégée, Douma, Syrie[14]